# Plecotus kolombatovici
Plecotus kolombatovici is een vleermuis uit het geslacht grootoorvleermuizen (Plecotus).

## Verspreiding
Deze soort komt voor in de Maghreb, Libië, Kroatië, Griekenland, Zuidwest-Turkije, Malta en Pantellaria. Populaties van deze soort werden historisch meestal als de bruine grootoorvleermuis (P. austriacus) geïdentificeerd, maar onderzoek sinds 2001 heeft aangetoond dat het om een aparte soort gaat, die als eerste werd geïdentificeerd in Europa. De populatie in Cyrenaica (Libië) is als een aparte ondersoort beschreven, de Libische grootoorvleermuis (P. k. gaisleri). De Balkangrootoorvleermuis (P. k. kolombatovici), de enige andere beschreven ondersoort, komt voor in Kroatië en Griekenland. De populaties in de Maghreb vormen waarschijnlijk een derde ondersoort; het is nog onduidelijk bij welke ondersoort de Turkse populatie hoort. Van alle grootoorvleermuizen heeft P. kolombatovici het beste vermogen om kleine eilanden te koloniseren.